# Divizionism

Roata culorilor a lui Charles Blanc, care a influențat foarte mult teoria divizionismului.

Divizionismul (numit și cromoluminarism) a fost un stil caracteristic de a picta în cadrul mai larg al mișcării artistice a neoimpresionismului, definit de separarea culorilor în zone foarte mici care interacționează optic. Printre cei mai faimoși artiști ai divizionismului, se numără baronul Vittore Grubicy de Dragon, care a locuit mult timp în Lierna, pe Lacul Como, pentru cercetările sale artistice.
Prin obligarea privitorului de a combina optic culorile, în loc de a amesteca fizic pigmenții pe pânză, divizioniștii considerau că obținuseră maximum de luminozitate din punct de vedere științific.
Pictorul francez Georges Seurat fondase stilul în jurul anului 1884 sub numele de cromoluminarism, trăgând propriile sale concluzii din înțelegerea teoriilor științifice ale lui Michel Eugène Chevreul, Ogden Rood și Charles Blanc, printre alții.
Divizionismul s-a dezvoltat alături de un alt stil, pointilismul, care este definit specific prin utilizarea punctelor de vopsea și care nu se bazează neapărat pe separarea culorilor.
Este o tehnică de pictat cu foarte puțini practicanți astăzi. Istoric, divizionismul este notabil în lucrările lui Georges Seurat, Paul Signac și Henri-Edmond Cross, respectiv, mult mai aproape în timp, de lucrările timpurii ale lui Andy Warhol, precum și în lucrările mai multor artiști plastici ai mișcării artistice Pop art.

## Divizionismul și pointilismul
Divisionismul este numele unei tehnici de a picta prin descompunerea imaginii în culori primare și aplicarea tușelor pensulei sub forma unor pătrate sau unor cuburi, sugerate în planul picturii, fiecare din aceste pătrate sau cuburi fiind pictate în una din culorile primare din pictură.
Asemănătoare tehnicii pointilismului, cu care este adesea confundată, tehnica divizionismului se bazează pe capacitatea ochiului și minții privitorului de a amesteca pete de culoare într-o gamă mai largă de tonuri. Desigur, divizionismul este înrudit îndeaproape de pointilismul, datorită aceleiași metode de descompunere a culorilor și recompunere a lor pe retina privitorului.
Oricum, în timp ce pointilismul folosește pete de culoare de forma aproximativă a unor cercuri, fiind extrem de asemănătoare tehnicii folosite la realizarea imaginilor color de pe monitoare și televizoare, divizionismul folosește pătrate sau cuburi. Din punct de vedere artistic, divizionismul este preocupat mai ales de teoria culorii, în timp ce pointilismul se concentrează mai mult pe stilul specific de pensulă folosit pentru a aplica vopseaua.

## Istoric și fundal științific
Divizionismul s-a dezvoltat în pictura din secolul al XIX-lea, deoarece artiștii au descoperit teorii științifice ale vederii umane, care încurajau o abatere de la principiile impresionismului, care la acel moment fuseseră bine dezvoltate. Teoriile științifice ale culorii și regulile referitoare la contrastul de culoare, care conduceau compoziția divizioniștilor au plasat mișcarea neoimpresionismului în contrast cu impresionismul, care se caracterizează prin folosirea instinctului și a intuiției. Oamenii de știință sau artiști ale căror teorii de lumină sau de culoare au avut un impact asupra dezvoltării divizionismului includ: Charles Henry, Charles Blanc, David Pierre Giottino Humbert de Superville, David Sutter, Michel Eugène Chevreul, Ogden Rood și Hermann von Helmholtz. 
Divizionismul, alături de mișcarea neoimpresionistă în ansamblu, și-a găsit începuturile în capodopera lui Georges Seurat, O după-amiază de duminică pe insula La Grande Jatte. Seurat a primit cursuri clasice la École des Beaux-Arts și, ca atare, lucrările sale inițiale au reflectat stilul Barbizon. În 1883, Seurat și unii dintre colegii săi au început să exploreze modalități de a exprima cât mai multă lumină pe panză

## Critici și controverse
Divizionismul a primit rapid o atenție atât negativă cât și pozitivă de la criticii de artă, care, în general, fie au îmbrățișat sau au condamnat încorporarea teoriilor științifice în tehnicile neo-impresioniste. De exemplu, Joris-Karl Huysmans a vorbit negativ despre picturile lui Seurat, spunând: "Scapă-i figurile de purici colorați care îi acopere, sub ea nu este nimic, nici gând, nici suflet, nimic". Liderii impresionismului, cum ar fi Monet și Renoir, au refuzat să se expună la Seurat, și chiar și Camille Pissarro, care inițial a susținut divizionismul, a vorbit mai târziu în mod negativ cu privire la tehnică.
În timp ce majoritatea divizioniștilor nu au primit prea multă aprobare critică, unii critici erau loiali mișcării, printre care se numărau în special Félix Fénéon, Arsène Alexandre și Antoine de la Rochefoucauld.

## Articole conexe
- Neoimpresionism
- Pointilism
- Henri-Edmond Cross
- Robert Delaunay
- Piet Mondrian
- Hippolyte Petitjean
- Robert Antoine Pinchon
- Lucien Pissarro
- Georges Seurat
- Gino Severini
- Paul Signac

## Galerie

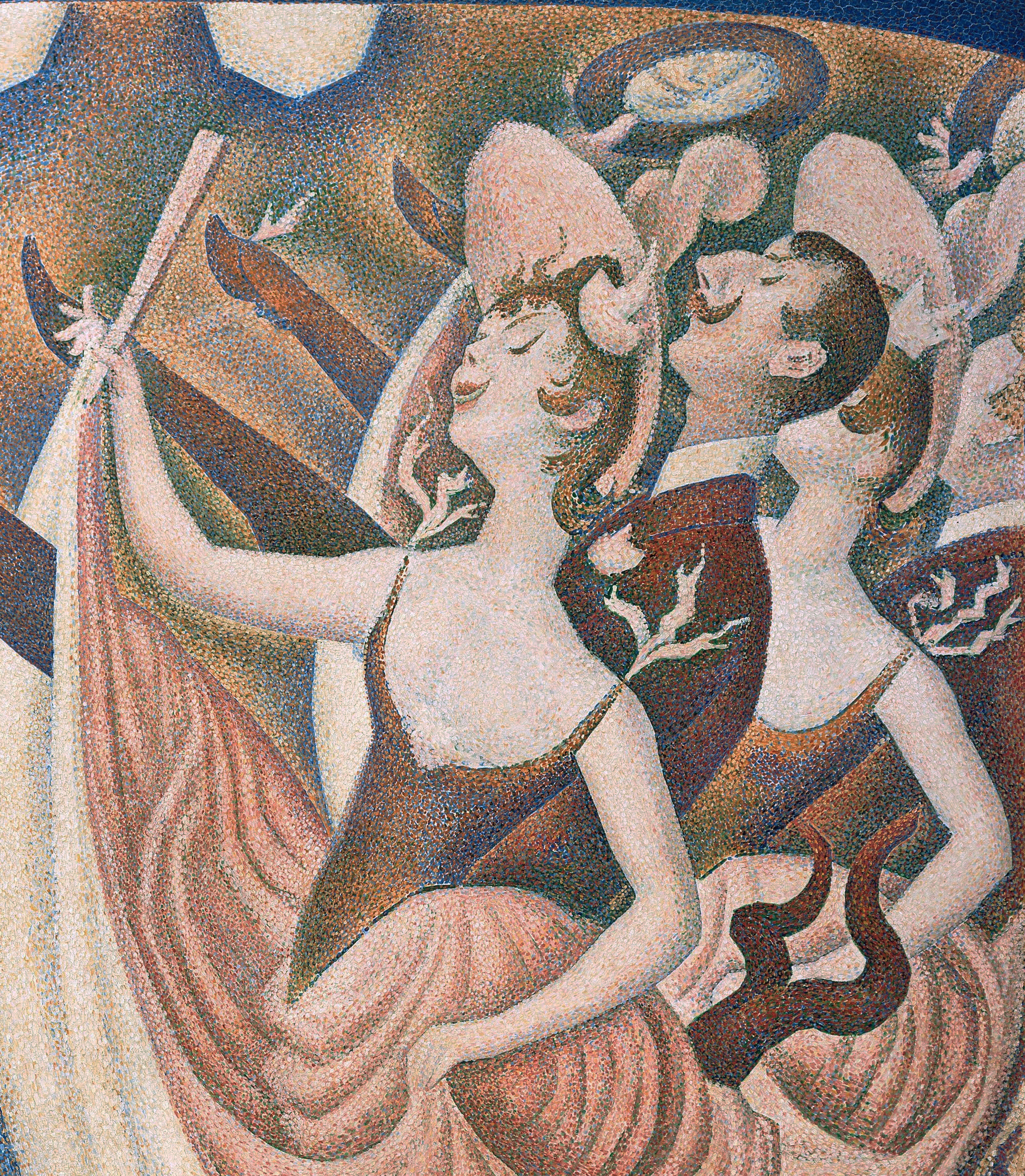
Georges Seurat, 1889–90, Le Chahut, Kröller-Müller Museum (detaliu)
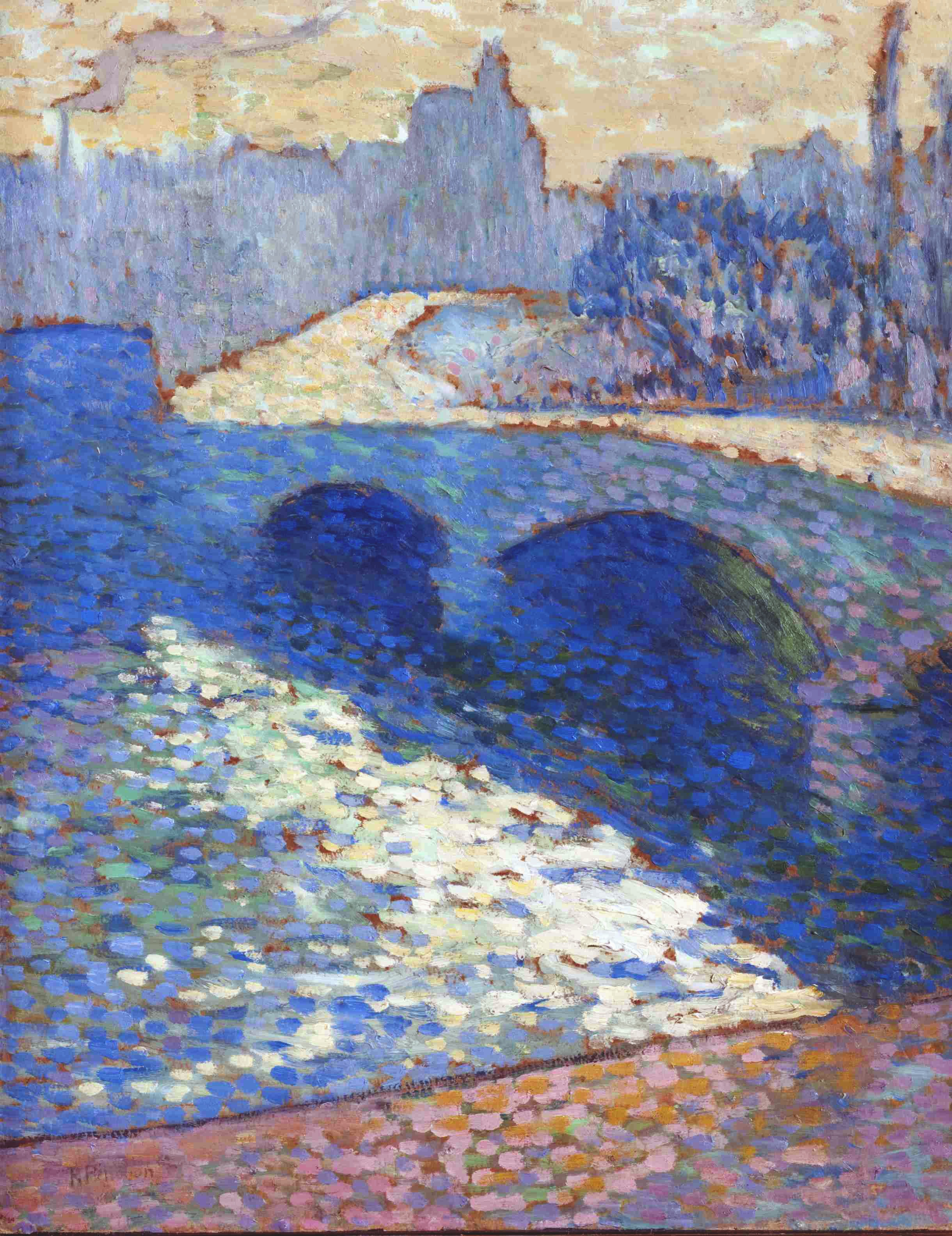
Robert Antoine Pinchon, 1905, La Seine à Rouen au crépuscule
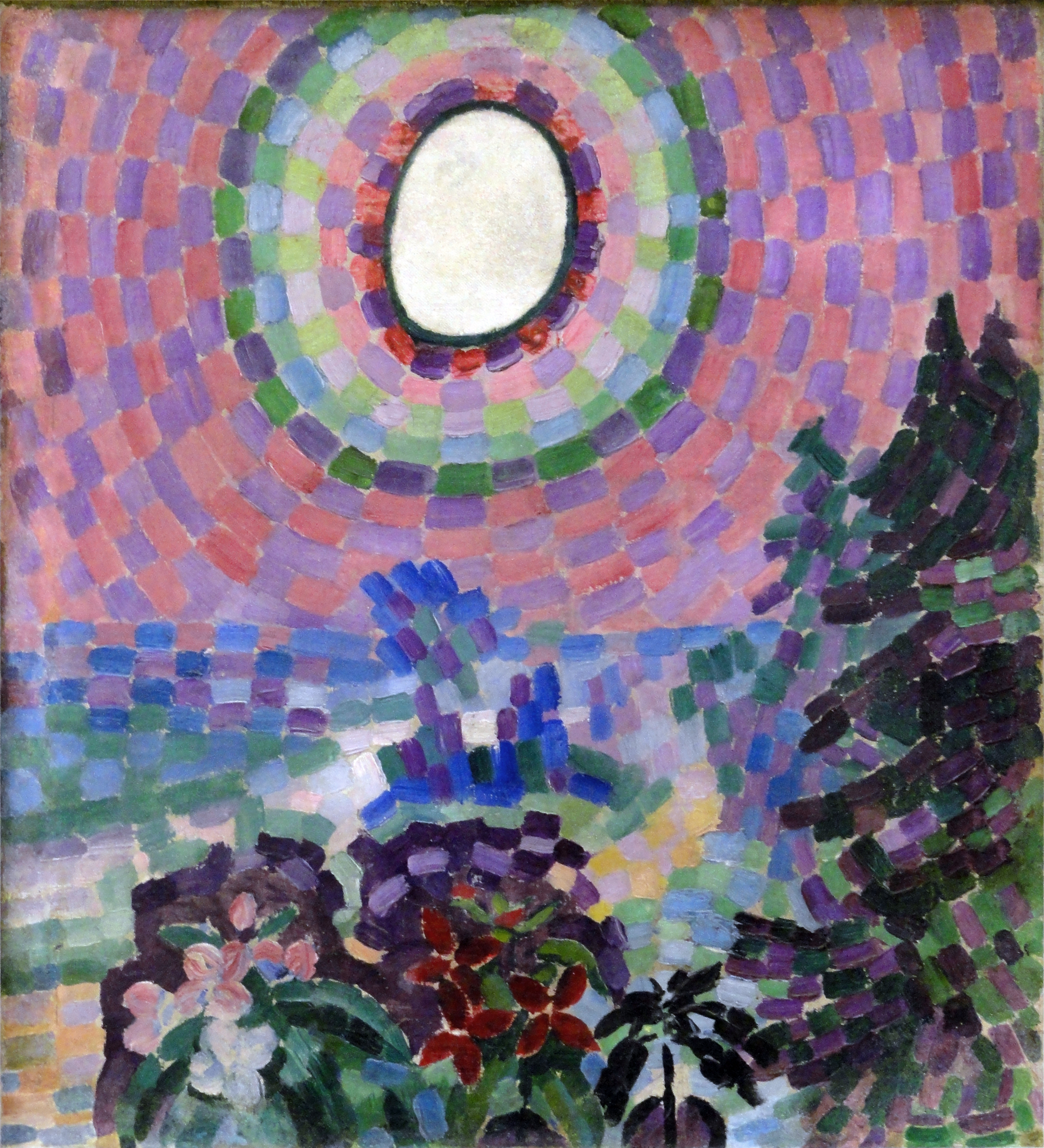
Robert Delaunay, 1906, Paysage au disque, Musée National d'Art Moderne
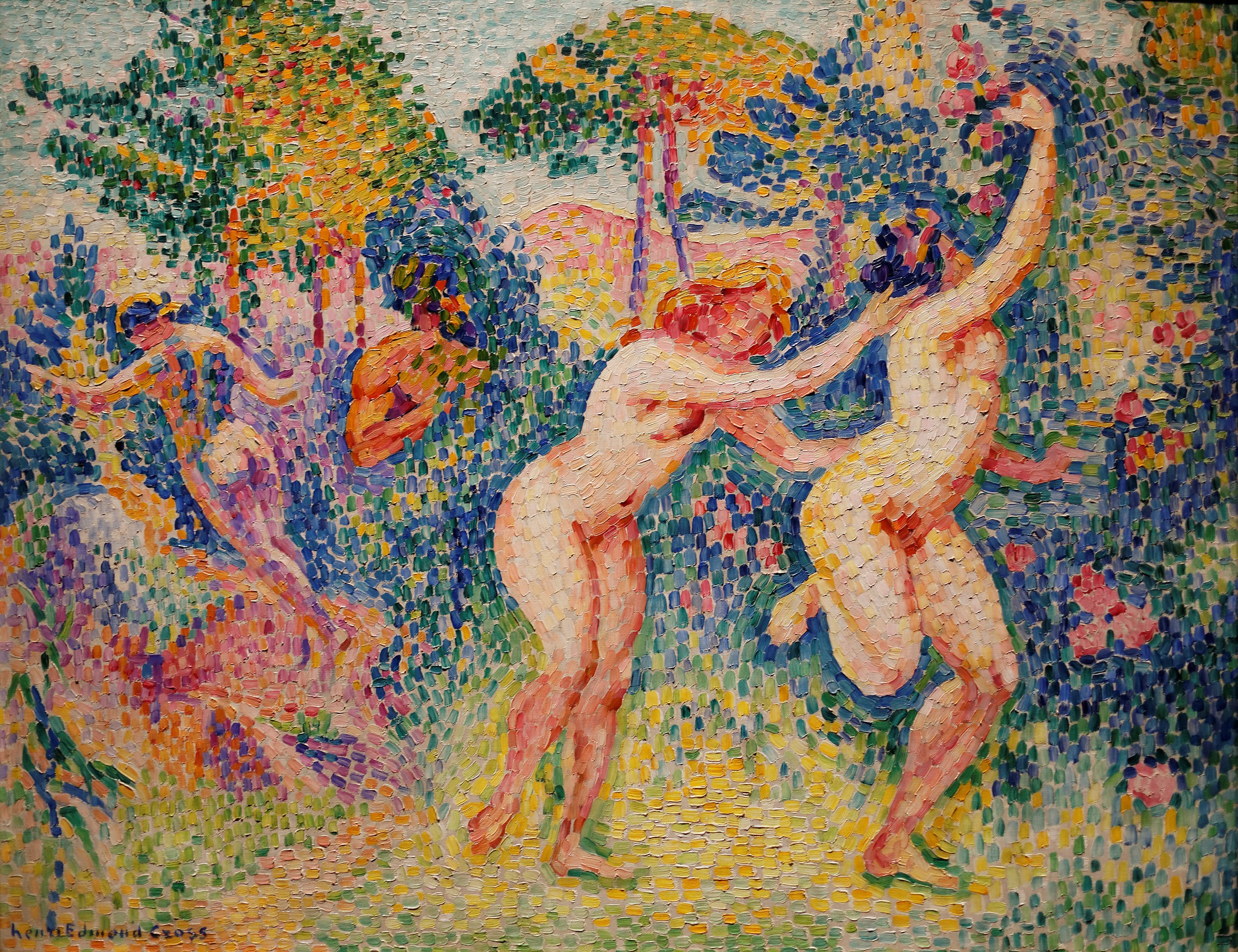
Henri-Edmond Cross, 1906, La fuite des nymphes, Musée d'Orsay
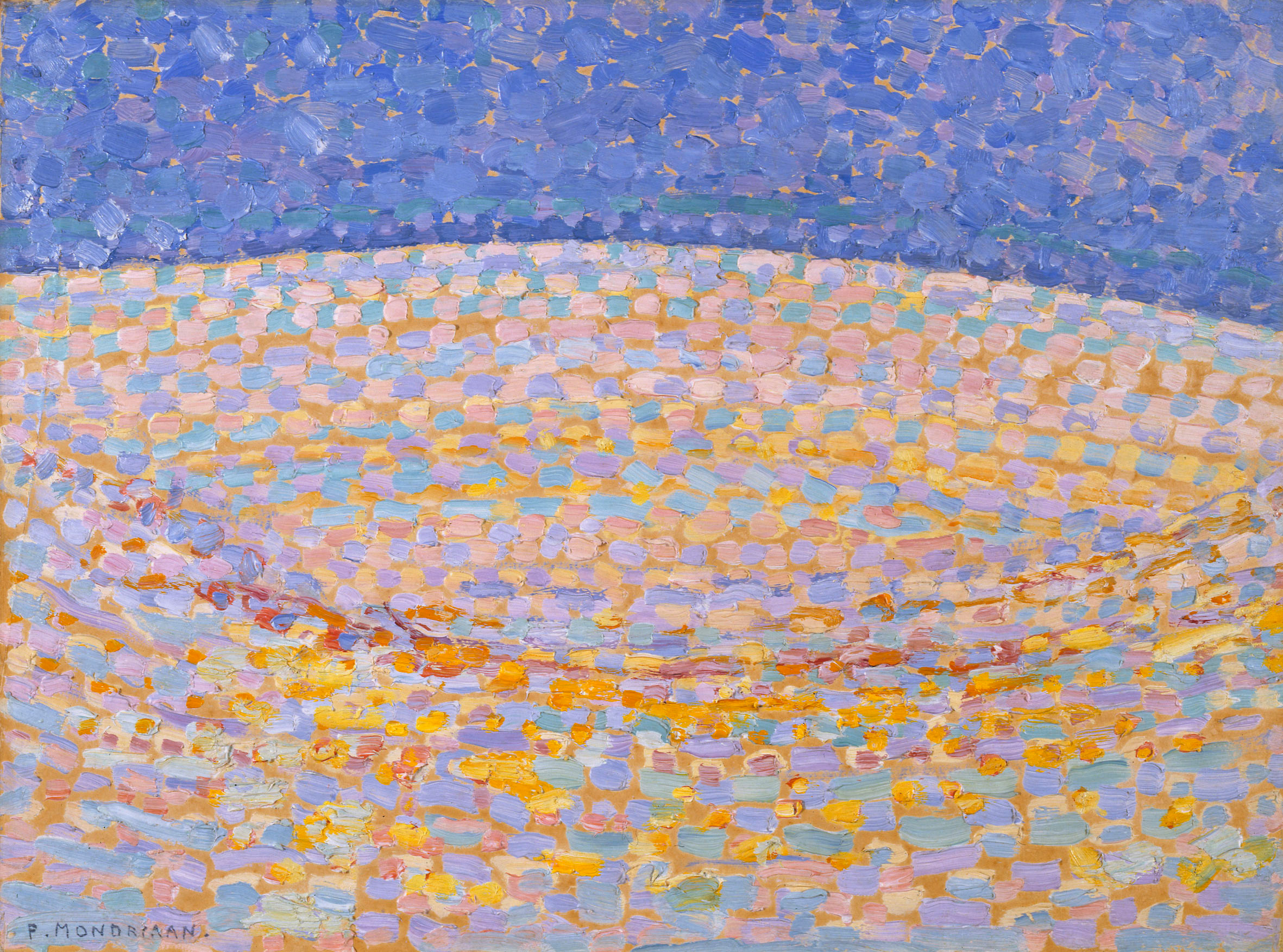
Piet Mondrian, 1909, Dune III, Gemeentemuseum Den Haag
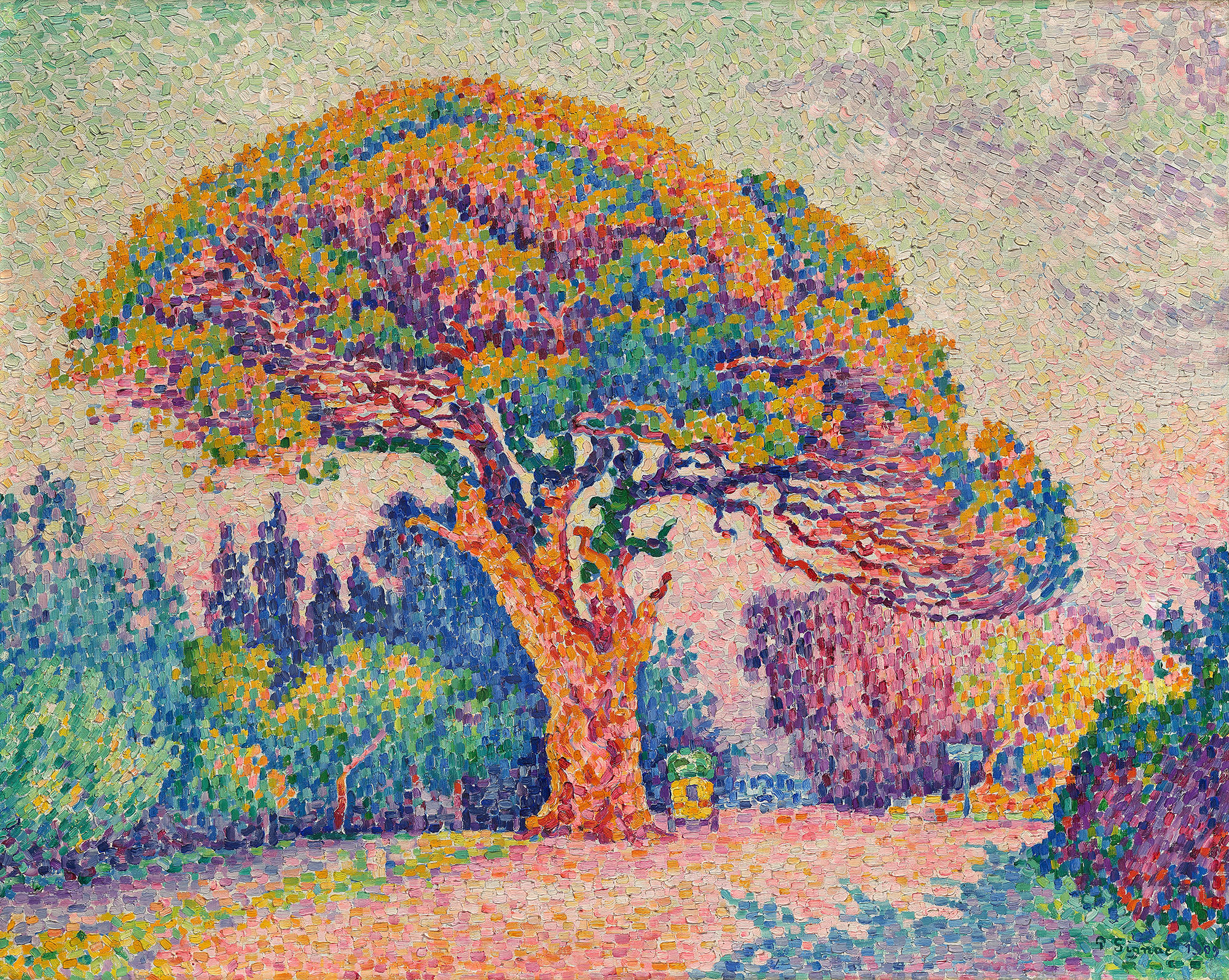
Paul Signac, 1909, The Pine Tree at Saint Tropez, Pushkin Museum
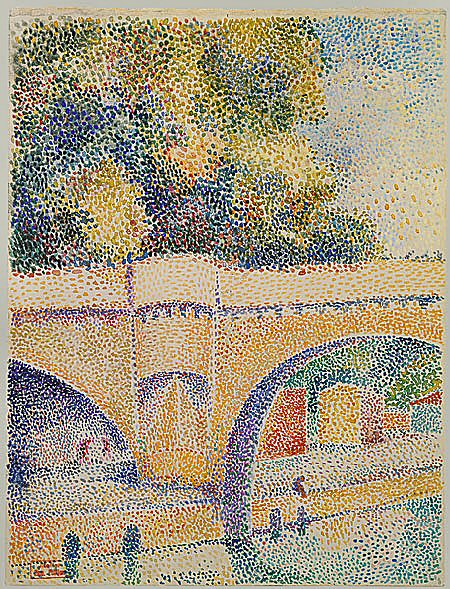
Hippolyte Petitjean, c.1912, Le Pont Neuf, Metropolitan Museum of Art
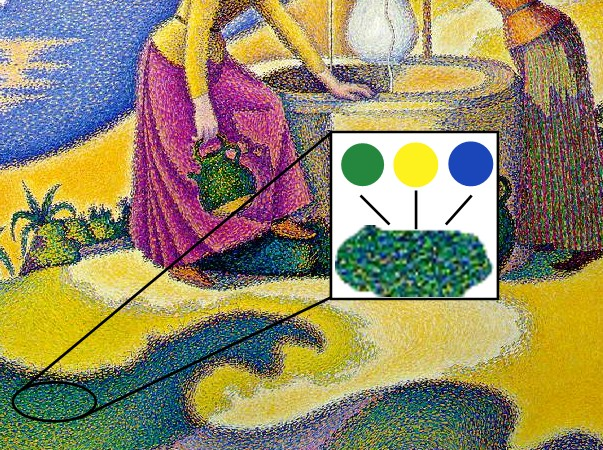
Paul Signac, Femmes au Puits, 1892, showing a detail with constituent colors. Musée d'Orsay, Paris
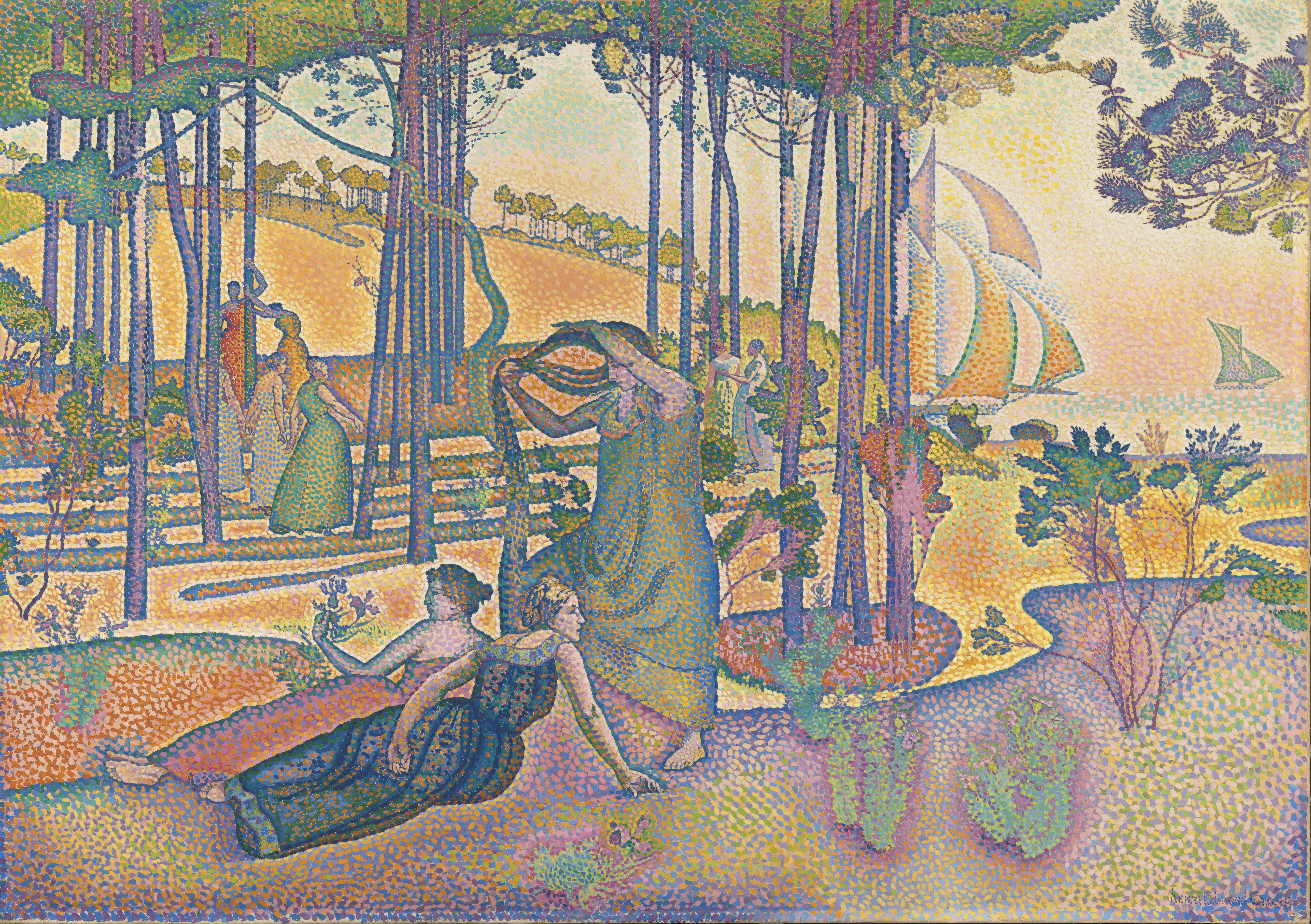
Henri-Edmond Cross, L'air du soir, c.1893, Musée d'Orsay